# Galicijská kuchyně

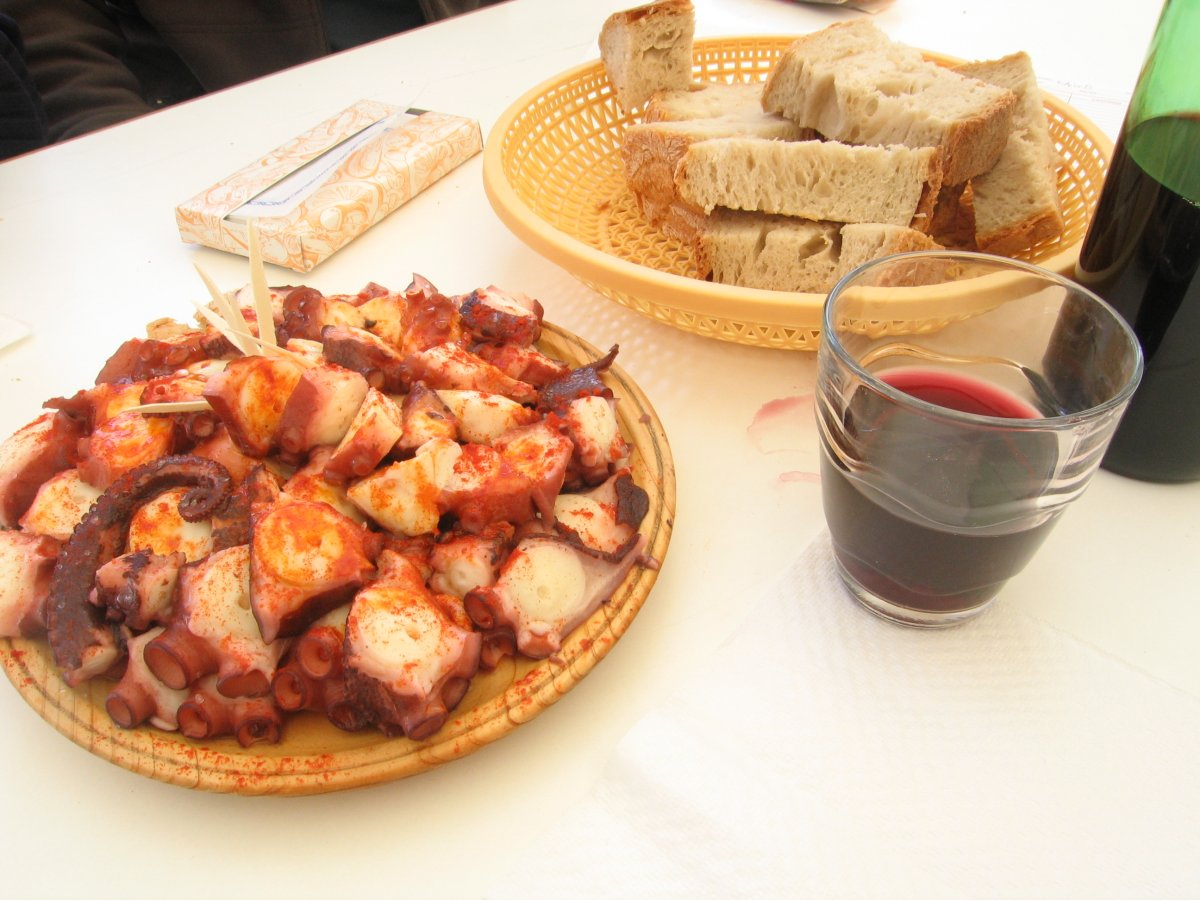
Polbo á feira, podávaná s vínem a chlebem

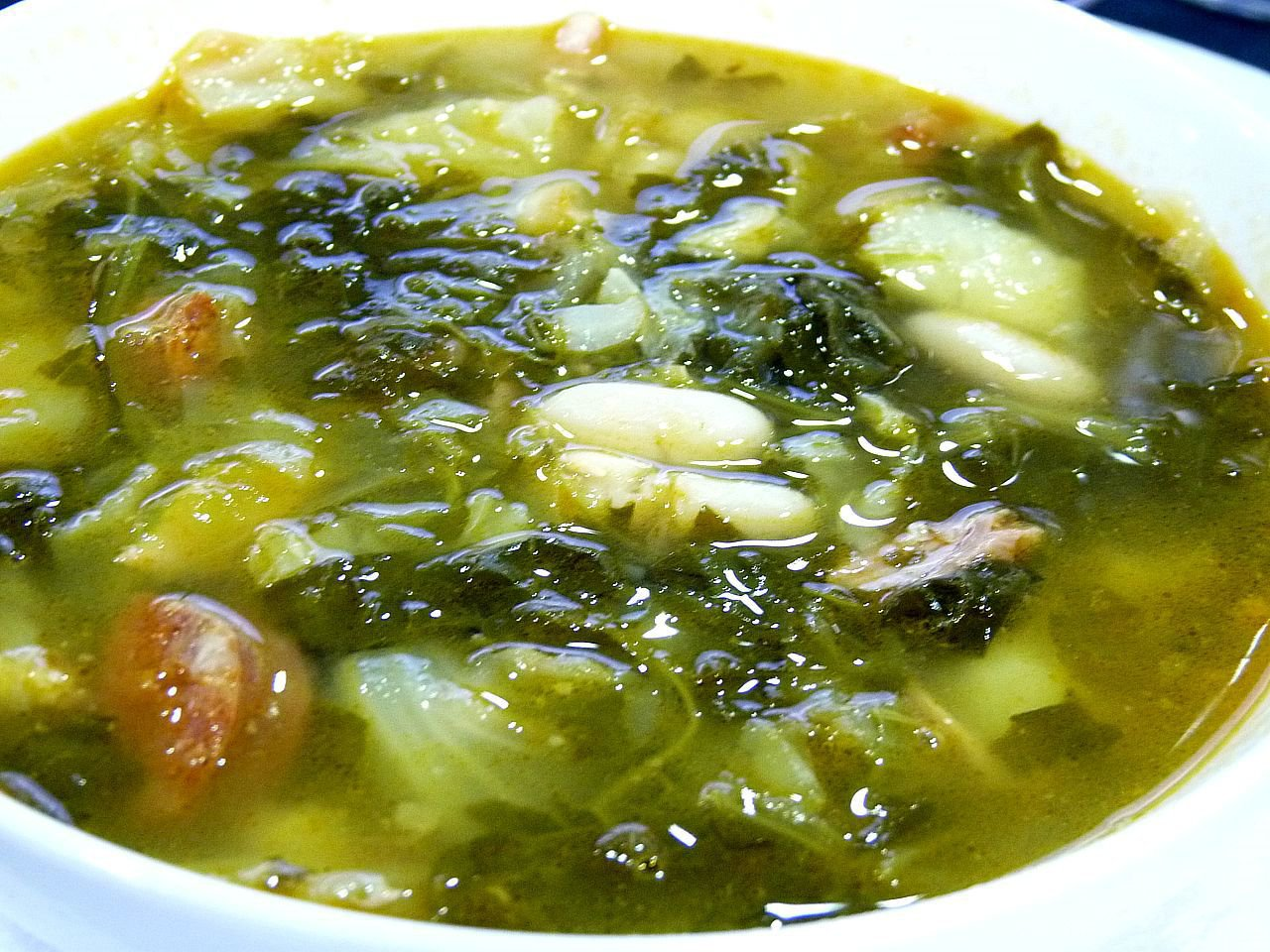
Caldo galego

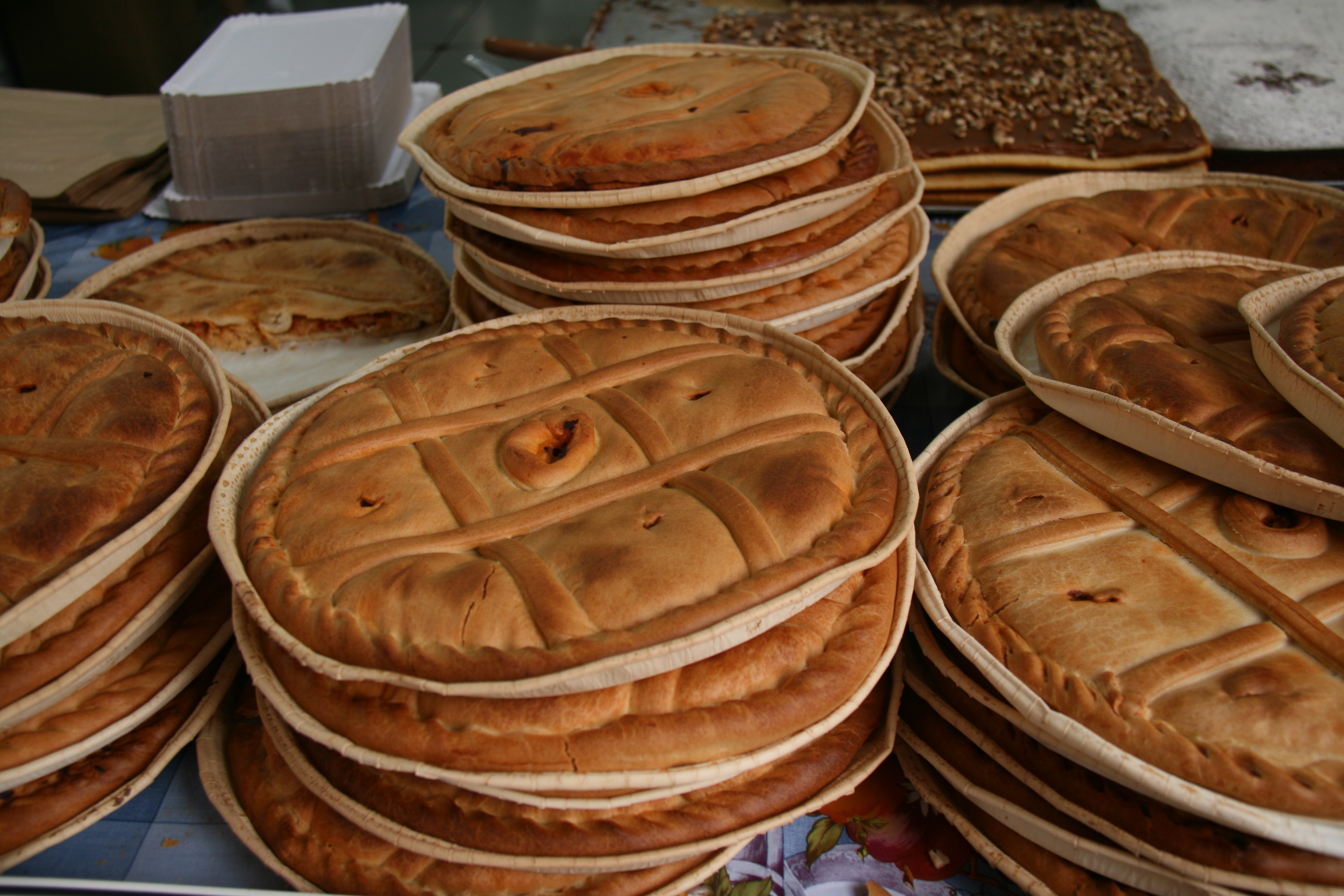
Empanadas

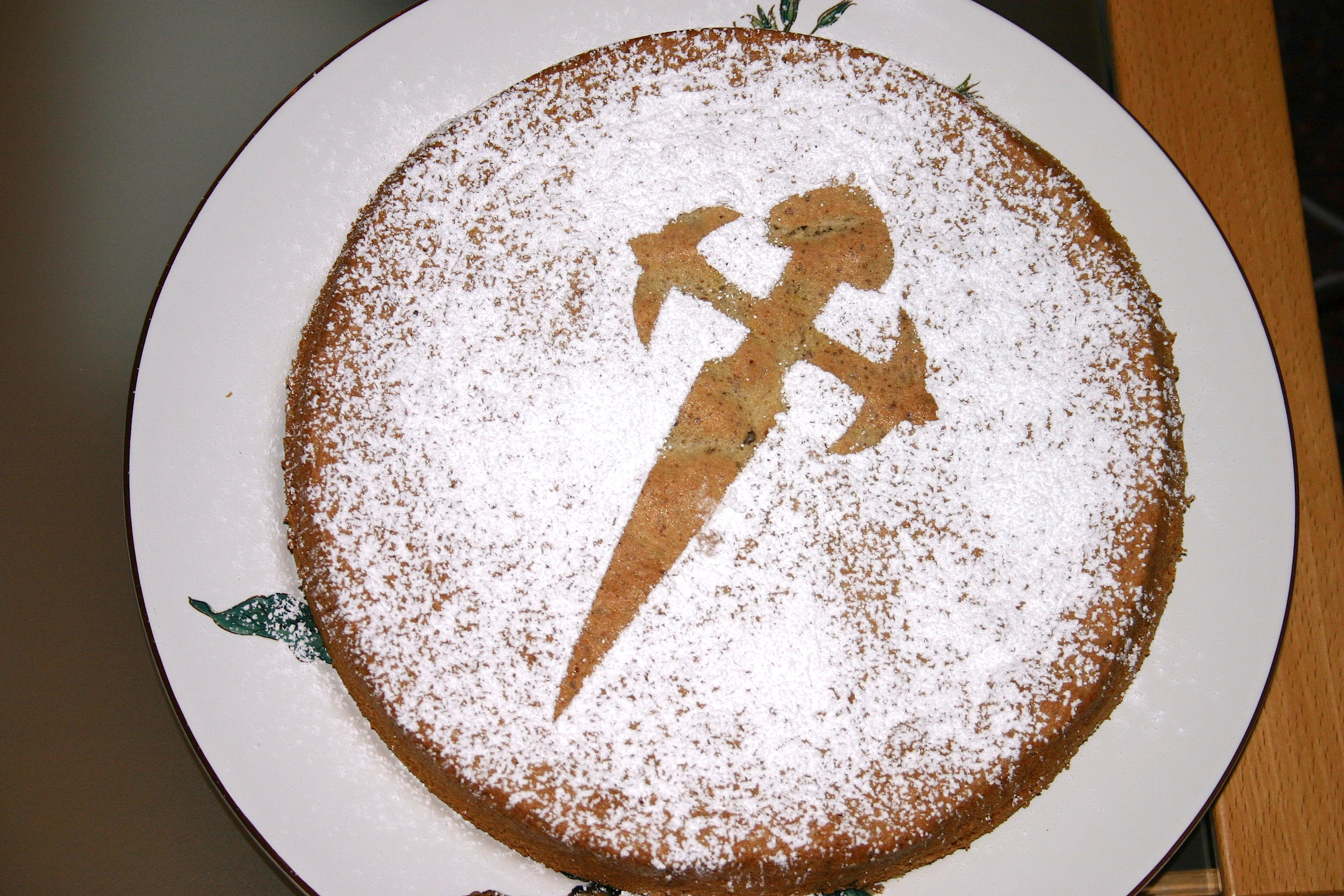
Tarta de Santiago

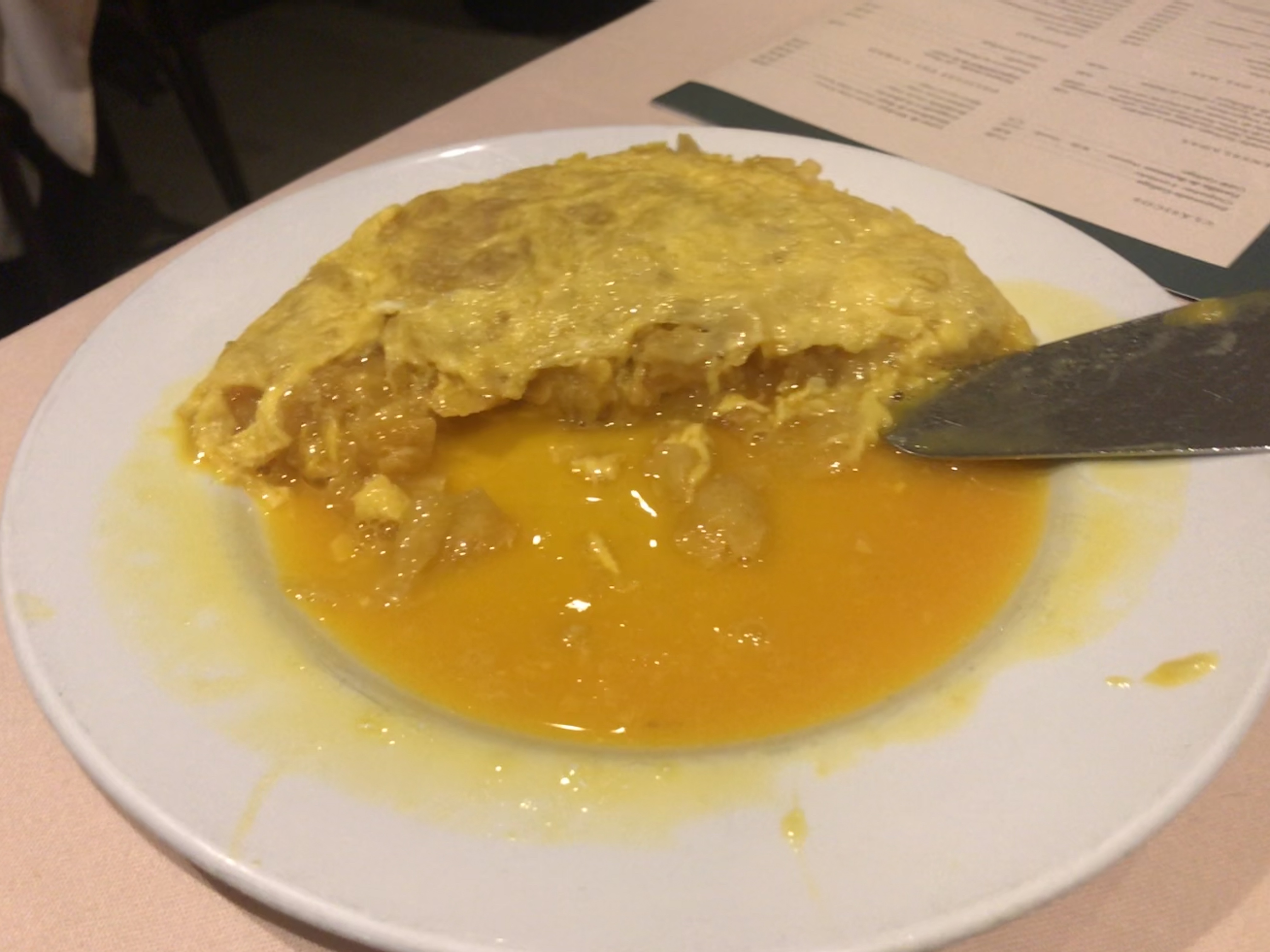
Tortilla de Betanzos

Galicijská kuchyně (španělsky a galicijsky: Gastronomía de Galicia) je jednou z regionálních kuchyní Španělska. Je známá především používáním mořských plodů, jako chobotnice nebo mušle. Rozšířeno je též rybářství a pastevectví, díky němuž se používají též ryby a maso (především hovězí a vepřové). Dále se používají obilniny, brambory, víno nebo kukuřice.

## Příklady galicijských pokrmů
Příklady galicijských pokrmů:
- Polbo á feira, vařené kousky chobotnice
- Empanadas, plněné smažené nebo pečené taštičky
- Raxo, opečené kousky libového vepřového masa naložené v marinádě z bílého vína, česneku a olivového oleje, nejčastěji podávané s hranolky[3][4]
- Zorza, opečené kousky libového vepřového masa naložené v marinádě z česneku, mleté papriky a olivového oleje, nejčastěji podávané s hranolky[3][4]
- Caldo galego, polévka ze zelí, brambor a fazolí
- Svatojánské mušle
- Tetilla, galicijský kravský sýr
- Tarta de Santiago, mandlový dort
- Lengua en pepitoria, hovězí jazyk vařený na víně[5]
- Lacón trufado, šunková rolka s lanýži[6]
- Sopa de castañas, polévka z jedlých kaštanů[7]
- Roscos de vino, koblihy z vína[8]
- Papričky Padrón
- Tortilla de Betenzas, varianta španělské tortilly s opečeným povrchem a tekutým vnitřkem, specialita města Betanzos.[9]

## Příklady galicijských nápojů
- Víno[2]
- Orujo, likér
- Pivo, ve městě A Coruña se vyrábí pivo Estrella Galicia, jedna z nejpopulárnějších španělských značek piva